# Saint-Jean-de-Laur
Saint-Jean-de-Laur é uma comuna francesa na região administrativa de Occitânia, no departamento de Lot. Estende-se por uma área de 21,57 km². Em 2010 a comuna tinha 245 habitantes (densidade: 11,4 hab./km²).